# La Redorte
La Redorte ist eine französische Gemeinde mit 1.275 Einwohnern (Stand 1. Januar 2022) im Département Aude in der Region Okzitanien; sie gehört zum Arrondissement Carcassonne und zum Kanton Le Haut-Minervois.

## Geographie
Die Gemeinde liegt in der Landschaft Minervois rund 30 Kilometer nordwestlich von Narbonne und 25 Kilometer östlich von Carcassonne.
Nachbargemeinden von La Redorte sind:
- Azille im Norden,
- Tourouzelle im Osten,
- Castelnau-d’Aude im Südosten,
- Roquecourbe-Minervois im Süden,
- Puichéric im Südwesten und
- Rieux-Minervois im Westen.

Der Ort La Redorte liegt direkt am Canal du Midi und verfügt auch über einen kleinen Sportboot-Hafen. An der südlichen Gemeindegrenze verläuft der Fluss Aude, einige Zuflüsse der Aude queren das Gemeindegebiet, wie z. B. der Argent-Double und der Naval.

### Verkehrsanbindung
Die Gemeinde wird von der Départementsstraße D610 ("La Minervoise") erschlossen, die von Carcassonne nach Béziers verläuft. Darüber hinaus führt die D11 von La Redorte nordwestlich in die Montagne Noire.

## Bevölkerungsentwicklung
| Jahr      | 1968 | 1975 | 1982 | 1990 | 1999 | 2006 | 2018 |
| Einwohner | 1138 | 1073 | 1007 | 1032 | 1037 | 1139 | 1194 |

## Sehenswürdigkeiten
- Schloss im Ortszentrum aus dem 18. Jahrhundert
- neoromanische Kirche Saint Pierre aux Liens aus dem 20. Jahrhundert
- technische Bauwerke im Zuge des Canal du Midi aus dem 17. Jahrhundert
  - Aquädukt über den Bach Naval
  - Überlaufwehr (fr: Déversoir du superficie), welches Hochwasser im Canal du Midi über den Fluss Argent-Double in die Aude ableitet - Monument historique[1]

## Weinbau
La Redorte ist einer der rund 45 Gemeinden, die ihren Wein unter der Herkunftsbezeichnung Minervois AOC vermarkten dürfen.

## Tourismus
Am Canal du Midi wurde ein Freizeithafen angelegt, der den Tourismus auf dem Wasser mit Sport- und Hausbooten fördert.